# Delincuencia en Argentina

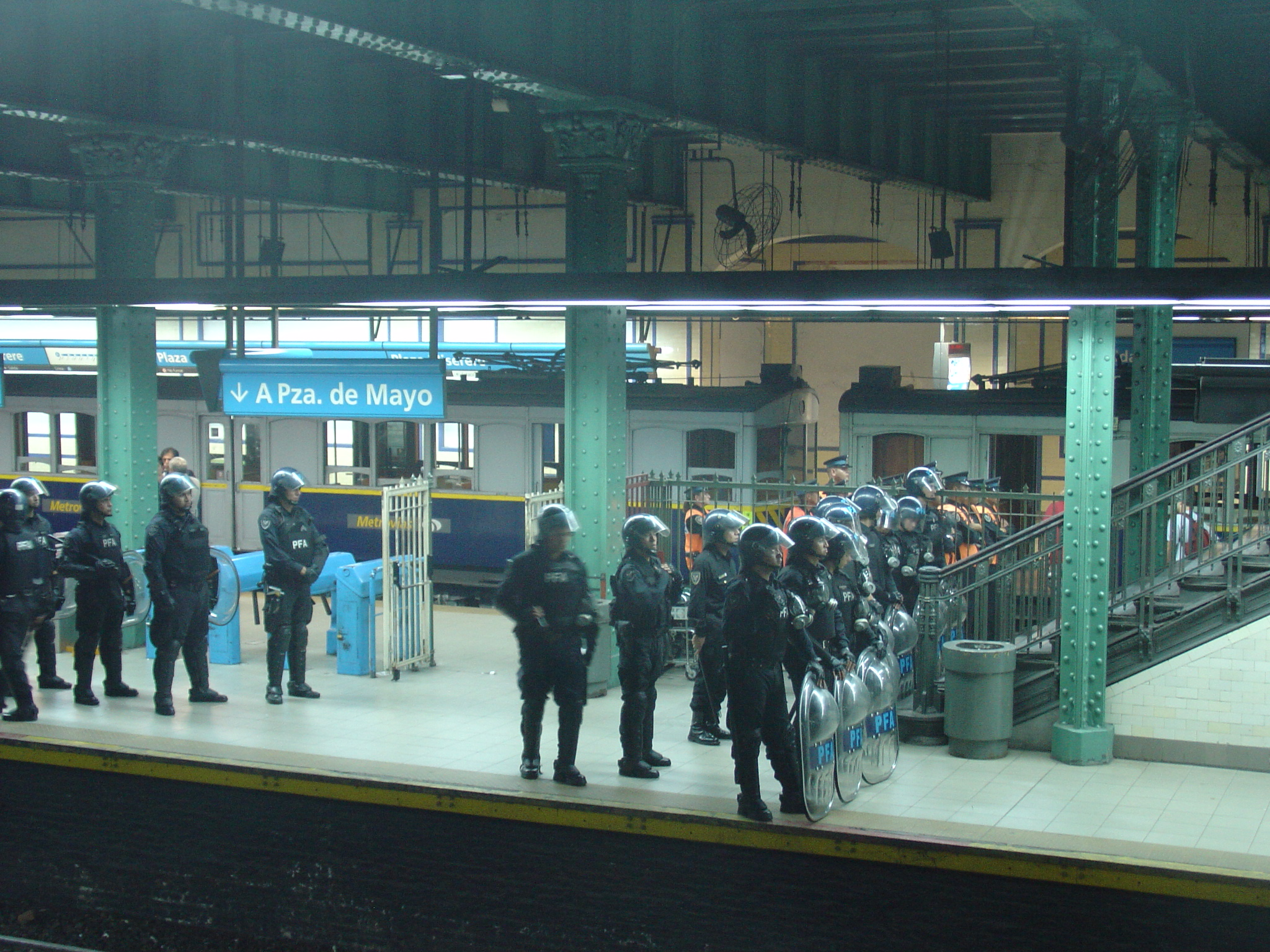
La Policía Federal Argentina custodiando el Subte de Buenos Aires.

La delincuencia en Argentina es un problema serio. Intenta ser prevenida por la policía de cada jurisdicción: Buenos Aires (Capital Federal) y 23 provincias, mientras que es investigada por el Poder Judicial.
Argentina es mundialmente famosa por sus problemas de corrupción institucional, presente en los tres poderes del Estado y en prácticamente cada organismo estatal. El delito con más imputados procesados y presos condenados es el robo. Actualmente se observa una preocupante alta tasa de femicidios, pese a que es un delito penado con la cadena perpetua.

## Delitos con mayor incidencia

### Homicidios
En 2016, la República Argentina tuvo un índice de asesinato de 5.94 por 100.000. En total, hubo 2605 asesinatos.
En 2020, hubo un total de 2416 asesinatos en la República Argentina, estos fueron distribuidos en 2347 hechos delictivos.

### Corrupción en sectores públicos y privados
Argentina ha sufrido durante mucho tiempo una corrupción generalizada y endémica. La corrupción sigue siendo un grave problema en el sector público y privado, a pesar de que el marco legal e institucional que la combate es fuerte.
Un artículo de 1996 en el diario estadounidense The New York Times señaló que: «los sobornos, el fraude y la corrupción gubernamental se consideran parte de la vida cotidiana en Argentina. También es común en el sector privado y la falta de transparencia en las regulaciones y leyes gubernamentales ha provocado una mayor incertidumbre entre los inversores».
El Financial Times señaló en 2013: «la corrupción es ampliamente considerada como arraigada y existe la sensación de que los funcionarios públicos son intocables». El sociólogo Atilio Borón lamentó: «el argentino está muy acostumbrado a la idea de que los gobiernos son corruptos, no parece sorprendido por los actos de corrupción y por lo tanto ésta no impide la reelección de los políticos. Esta es una economía que durante los últimos 20 años ha tolerado un drenaje legal de más de 160 mil millones de dólares». Un estudio del CIPCE (Centro para la Investigación y Prevención de Delitos Económicos) concluyó que solo la corrupción en el sector público le costó al tesoro nacional alrededor de US $ 10 mil millones de 1980 a 2006. Según Transparencia Internacional, Argentina cuenta con suficiente legislación e instituciones dedicadas a la persecución de la corrupción en el sector público, pero la aplicación es altamente inadecuada, con el resultado de que: «la impunidad sigue triunfando sobre la integridad».

### Robos contra personas, propiedades y establecimientos
La República Argentina, está marcada en su totalidad, por los hurtos y delitos de primer grado, sin embargo, a lo largo de la historia también se cometieron atentados y robos de mayor magnitud como el Asalto al Policlínico Bancario, en 1963, el Asalto a un camión con armas en Pilar en 1971, el Robo al Banco Río de Acassuso en 2006, entre otros.

#### Estadísticas de los últimos años
En 2019 se denunciaron 1291 robos por día. 
En el año 2020 se indicaron un total de 278.864 de delitos contra las personas y la propiedad.
En el año 2021 se abrieron un total de 249.172 causas por robos y hurtos. También se indicaron la sustracción de 20.000 vehículos.